# Are You Happy?
Are You Happy? è il quindicesimo album in studio del gruppo musicale giapponese Arashi, pubblicato nel 2016.

## Tracce
1. DRIVE (Supervised by Jun Matsumoto) – 4:23
2. I seek – 4:45
3. Ups and Downs – 4:29
4. Seishun Boogie (青春ブギ, supervised by Masaki Aiba) – 4:08
5. Sunshine (Shō Sakurai solo) – 3:28
6. Fukkatsu Love (復活LOVE) – 4:54
7. Amore (Masaki Aiba solo) – 4:01
8. Bad boy (Satoshi Ohno solo) – 4:09
9. WONDER-LOVE (Supervised by Kazunari Ninomiya) – 3:35
10. Mata Kyou to Onaji Asu ga Kuru (また今日と同じ明日が来る, Kazunari Ninomiya solo) – 3:50
11. Daylight – 4:51
12. Ai o Sakebe (愛を叫べ) – 4:41
13. Baby blue (Jun Matsumoto solo) – 4:16
14. Miles away (Supervised by Satoshi Ohno) – 5:02
15. To my homies (Supervised by Sakurai Sho) – 4:55
16. Don't You Get It – 4:05
17. TWO TO TANGO (Bonus track, regular edition only) – 3:23